# João Lucas (calciatore 1996)
João Paulo Lázaro Lucas, meglio noto come João Lucas (Almada, 15 gennaio 1996), è un calciatore portoghese, difensore dell'Anadia.

## Carriera
Ha esordito il 23 agosto 2015 con la maglia del Benfica e C.B. in occasione del match di campionato pareggiato 0-0 contro il Vitória Sernache.

## Statistiche

### Presenze e reti nei club
Statistiche aggiornate al 2 settembre 2018.
| Stagione        | Squadra         | Campionato      | Campionato | Campionato | Coppe nazionali | Coppe nazionali | Coppe nazionali | Coppe continentali | Coppe continentali | Coppe continentali | Altre coppe | Altre coppe | Altre coppe | Totale | Totale | Totale |
| Stagione        | Squadra         | Comp            | Pres       | Reti       | Comp            | Pres            | Reti            | Comp               | Pres               | Reti               | Comp        | Pres        | Reti        | Pres   | Reti   |        |
| --------------- | --------------- | --------------- | ---------- | ---------- | --------------- | --------------- | --------------- | ------------------ | ------------------ | ------------------ | ----------- | ----------- | ----------- | ------ | ------ | ------ |
| 2015-2016       | Benfica e C.B.  | 3D              | 32         | 1          | CP+CdL          | 1+0             | 0               |                    | -                  | -                  |             | -           | -           | 33     | 1      |        |
| 2016-2017       | Leixões         | LdH             | 20         | 0          | CP+CdL          | 2+1             | 0               |                    | -                  | -                  |             | -           | -           | 23     | 0      |        |
| 2017-2018       | Leixões         | LdH             | 18         | 0          | CP+CdL          | 1+2             | 0               |                    | -                  | -                  |             | -           | -           | 21     | 0      |        |
| Totale Leixões  | Totale Leixões  | Totale Leixões  | 38         | 0          |                 | 6               | 0               |                    | -                  | -                  |             | -           | -           | 44     | 0      |        |
| 2018-2019       | Santa Clara     | PL              | 4          | 0          | CP+CdL          | 0+1             | 0               |                    | -                  | -                  |             | -           | -           | 5      | 0      |        |
| Totale carriera | Totale carriera | Totale carriera | 74         | 1          |                 | 8               | 0               |                    | -                  | -                  |             | -           | -           | 82     | 1      |        |

## Palmarès

### Club

#### Competizioni nazionali
- Liga 3: 1

Alverca: 2023-2024